# 克卜勒47
克卜勒47（Kepler-47）是一個周圍有至少兩顆系外行星環繞的聯星系統，距離地球約3,420光年，位於天鵝座。

## 恆星系統
克卜勒47是由半徑稍小於太陽的克卜勒47A和半徑只有太陽三分之一的克卜勒47B組成。系統軌道半長軸0.0836天文單位（1250萬公里），週期7.45日。
克卜勒47A的半徑和質量與太陽大致相等，但光度只有太陽的84%，金屬量也是較太陽低的[Fe/H]=-0.25。表面溫度是5636 K。克卜勒47B的半徑和質量只有太陽的三分之一，光度只有太陽的1.4%，表面溫度3357 K。

## 行星系統
2012年，NASA和以色列特拉維夫大學的天文學家團隊利用克卜勒太空望遠鏡發現克卜勒47系統中的兩顆行星。
這兩顆行星命名為克卜勒47b和克卜勒47c，是克卜勒太空望遠鏡首次在聯星系統中發現多顆環聯星運轉行星。最外側的行星是位於恆星適居帶的氣體巨行星。因為聯星系統占大多數，這個多行星系統的發現會對行星形成理論造成影響。
| 成員 (依恆星距離) | 质量                     | 半長軸 (AU)     | 轨道周期 (天)   | 離心率             | 傾角            | 半径               |
| ----------------- | ------------------------ | --------------- | --------------- | ------------------ | --------------- | ------------------ |
| b                 | 8.427 ± 0.62 M⊕          | 0.2956 ± 0.0047 | 49.51 ± 0.04    | <0.035             | 89.59 ± 0.5°    | 3.03 ± 0.12 R⊕     |
| d                 | 19.017+11.695 −23.803 M⊕ | 0.6992 ± 0.0033 | 187.35 ± 0.15   | 0.024+0.017 −0.025 | ≈90°            | 7.04+0.49 −0.66 R⊕ |
| c                 | 23.17 ± 1.97 M⊕          | 0.989 ± 0.016   | 303.158 ± 0.072 | <0.411             | 89.825 ± 0.010° | 4.61 ± 0.20 R⊕     |

## 克卜勒47b
在較內側公轉的克卜勒47b是氣體巨行星，半徑大約是地球的3倍，是以凌日法發現最小的行星之一。它的質量大約是木星的2.7倍以下，且與母恆星距離是小於水星和太陽距離的0.3天文單位，公轉週期約50日。該行星一般認為受到恆星加熱，使甲烷分解並造成表面高溫。目前尚無法確定是否有衛星存在，並且因為太過靠近母恆星，被認為不適合生命存在。

## 克卜勒47c
在較外側的克卜勒47c位於母恆星的適居帶，質量大約是地球質量的24倍，半徑大約是地球的4.6倍，較海王星大，和母恆星距離與日地距離相當，公轉週期303日。雖然一般假設克卜勒47c並不適合生命生存，克卜勒47c的體積仍被認為能讓有水蒸氣雲的濃厚大氣層存在。

## 參見

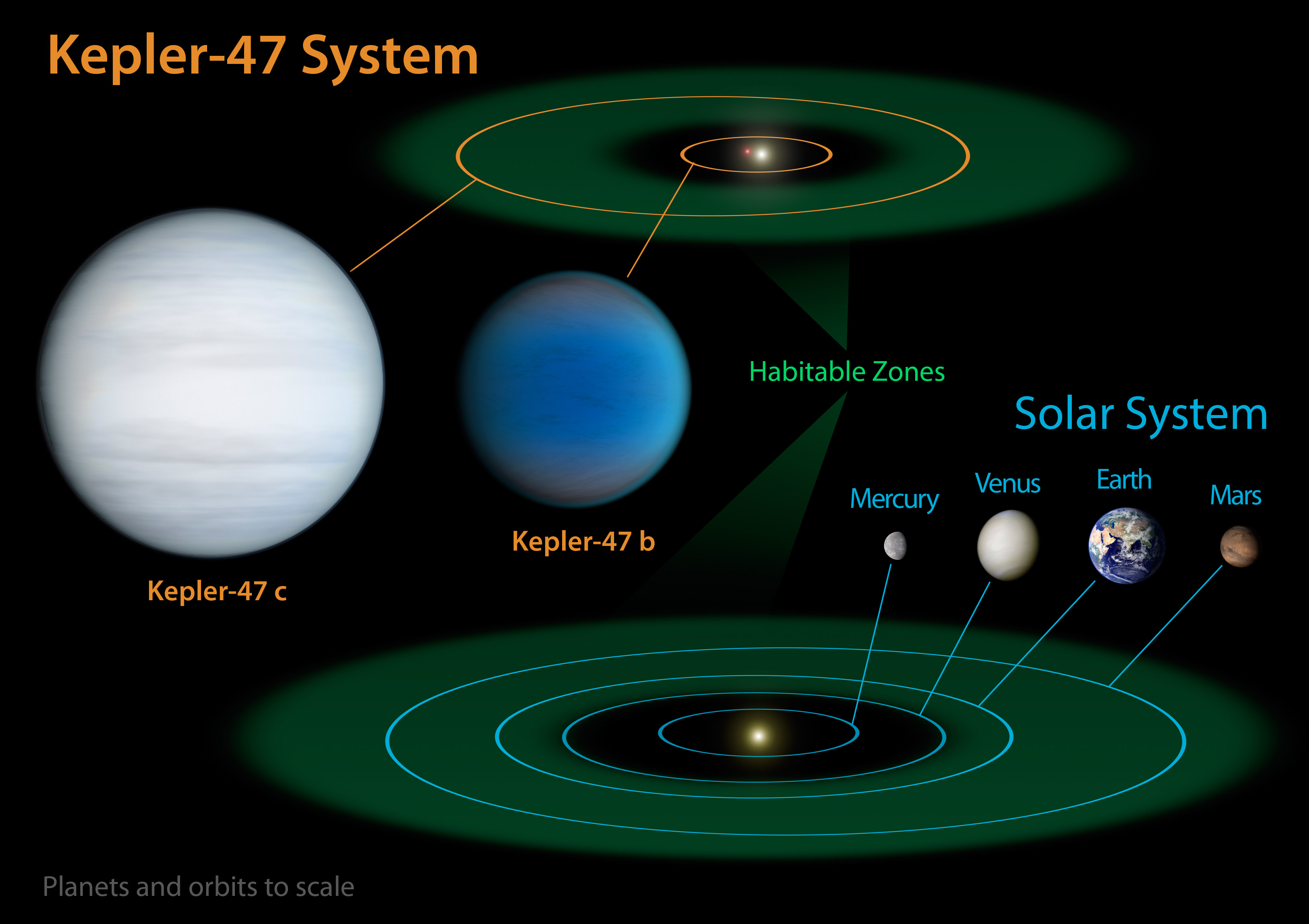
克卜勒47系統和內太陽系比較。